# Santeuil (Val-d'Oise)
Santeuil és un municipi francès, situat al departament de Val-d'Oise i a la regió de Illa de França. L'any 2007 tenia 604 habitants.
Forma part del cantó de Pontoise, del districte de Pontoise i de la Comunitat de comunes Vexin centre.

## Demografia

### Població
El 2007 la població de fet de Santeuil era de 604 persones. Hi havia 220 famílies, de les quals 32 eren unipersonals (12 homes vivint sols i 20 dones vivint soles), 64 parelles sense fills, 108 parelles amb fills i 16 famílies monoparentals amb fills.
La població ha evolucionat segons el següent gràfic:
Habitants censats

### Habitatges
El 2007 hi havia 249 habitatges, 223 eren l'habitatge principal de la família, 11 eren segones residències i 15 estaven desocupats. 233 eren cases i 16 eren apartaments. Dels 223 habitatges principals, 202 estaven ocupats pels seus propietaris, 19 estaven llogats i ocupats pels llogaters i 2 estaven cedits a títol gratuït; 2 tenien una cambra, 4 en tenien dues, 25 en tenien tres, 47 en tenien quatre i 145 en tenien cinc o més. 188 habitatges disposaven pel capbaix d'una plaça de pàrquing. A 93 habitatges hi havia un automòbil i a 121 n'hi havia dos o més.

### Piràmide de població
La piràmide de població per edats i sexe el 2009 era:
| Homes | Edats   | Dones |
| ----- | ------- | ----- |
| 1     | 95 o +  | 0     |
| 1     | 90 a 94 | 0     |
| 4     | 85 a 89 | 4     |
| 2     | 80 a 84 | 2     |
| 4     | 75 a 79 | 6     |
| 4     | 70 a 74 | 8     |
| 9     | 65 a 69 | 10    |
| 13    | 60 a 64 | 8     |
| 21    | 55 a 59 | 17    |
| 36    | 50 a 54 | 32    |
| 21    | 45 a 49 | 33    |
| 40    | 40 a 44 | 19    |
| 21    | 35 a 39 | 31    |
| 11    | 30 a 34 | 16    |
| 14    | 25 a 29 | 9     |
| 16    | 20 a 24 | 11    |
| 19    | 15 a 19 | 23    |
| 19    | 10 a 14 | 24    |
| 31    | 5 a 9   | 17    |
| 11    | 0 a 4   | 10    |

## Economia
El 2007 la població en edat de treballar era de 456 persones, 333 eren actives i 123 eren inactives. De les 333 persones actives 314 estaven ocupades (155 homes i 159 dones) i 19 estaven aturades (12 homes i 7 dones). De les 123 persones inactives 43 estaven jubilades, 63 estaven estudiant i 17 estaven classificades com a «altres inactius».

### Ingressos
El 2009 a Santeuil hi havia 221 unitats fiscals que integraven 616 persones, la mediana anual d'ingressos fiscals per persona era de 28.148 €.

### Activitats econòmiques
Dels 24 establiments que hi havia el 2007, 5 eren d'empreses de construcció, 5 d'empreses de comerç i reparació d'automòbils, 1 d'una empresa de transport, 1 d'una empresa d'hostatgeria i restauració, 1 d'una empresa d'informació i comunicació, 2 d'empreses financeres, 1 d'una empresa immobiliària, 7 d'empreses de serveis i 1 d'una entitat de l'administració pública.
Dels 6 establiments de servei als particulars que hi havia el 2009, 1 era un paleta, 1 guixaire pintor, 1 lampisteria, 1 electricista, 1 restaurant i 1 agència immobiliària.

## Equipaments sanitaris i escolars
El 2009 hi havia una escola elemental.

## Poblacions més properes
El següent diagrama mostra les poblacions més properes.